# AB Östersjövarvet

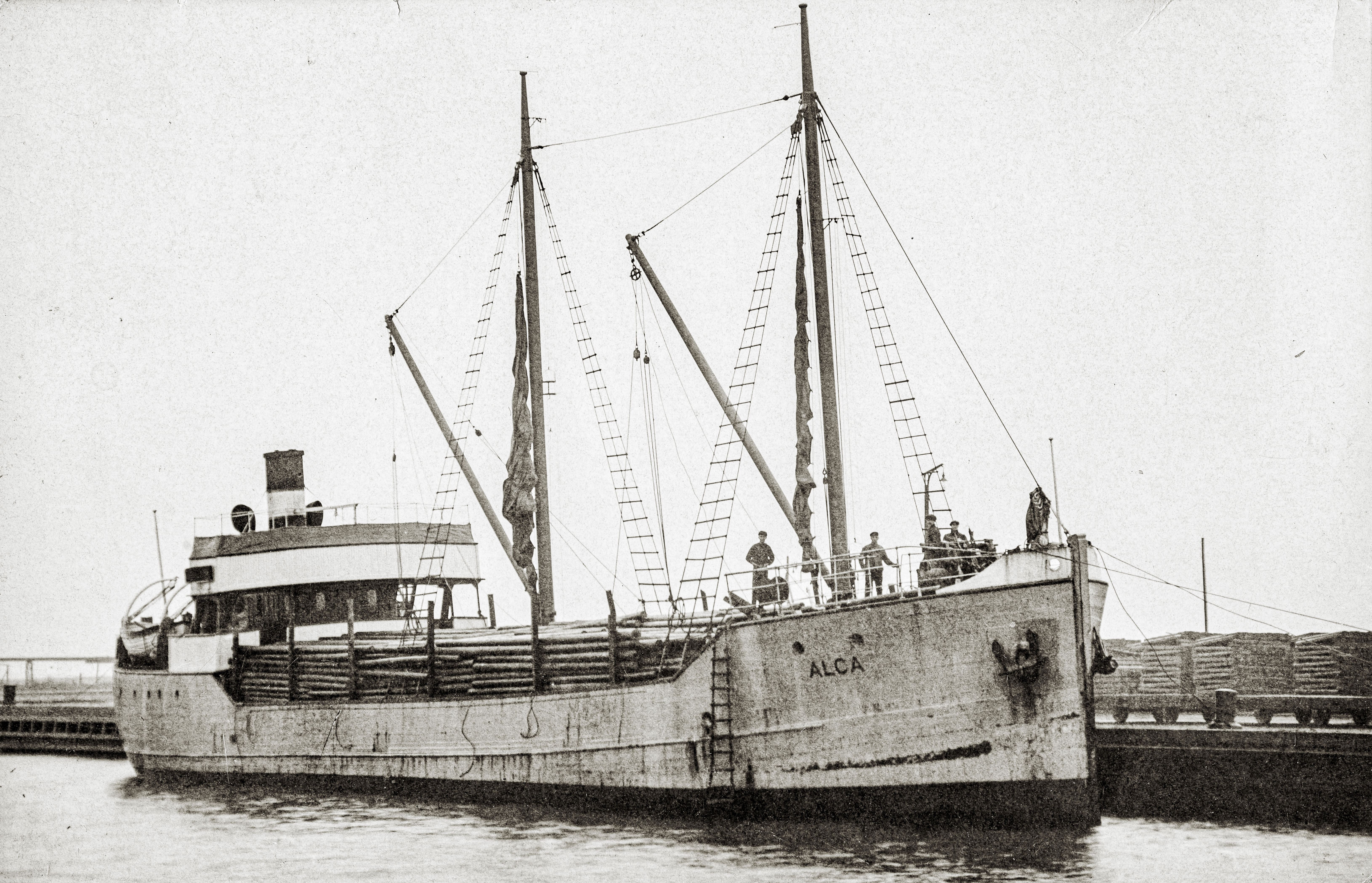
Motorfartyget Alca, byggt 1919 på AB Östersjövarvet i Norrköping, här vid kaj i okänd hamn omkring 1930. Längd 46,6 meter. Hette först Nils Daniel och senare Skåne. Förliste 26 augusti 1951 på resa Gdynia–Kotka med kollast söder om Söderskärs fyr i Finska viken efter en explosion i förpiken.

AB Östersjövarvet bildades 1917 i Norrköping. Bolaget drev varvsrörelse på Gästsgivarehagen. Teknisk direktör var ingenjör Gustaf Ambjörn, och merkantil chef, disponent Rutger Smith. Varvet hade två fartygsbäddar och sysselsatte 130 personer.
Varvets första kontrakt gällde ett lastmotorfartyg på 700 ton för Rederi AB Wera, som sjösattes 1918 och fick namnet Wera. Fler kontrakt följde, bland annat för Skånska Rederi AB på två fartyg, Nils Daniel (senare omdöpt till Skåne och därefter till Alca) och Malmöhus. Varvet byggde även ångfartyget Bråbo, som efter förseningar såldes och döptes om till C E Nyman. 
Förseningarna med leveransen ledde till extra kostnader och varvet gick hösten 1919 i konkurs. Sammanlagt byggdes fem fartyg innan nedläggningen. Det sista var ångaren Gripen.

## Levererade fartyg
- Wera (1918), motorfartyg, 47 meter långt
- Nils Daniel (1919), motorfartyg, 46,6 meter långt
- Malmöhus (1919), motorfartyg, 46,6 meter långt
- Bråbo (1919), ångfartyg, 59,1 meter långt
- Gripen (1920), ångfartyg, 57,8 meter långt